# Ідеали Майдану
Ідеа́ли Майда́ну — широко вживаний термін, що використовується в аналітичних статтях, заявах окремих політиків та побутовій розмові для позначення сукупності цілей і прагнень громадян, що брали участь в акціях непокори («Помаранчевій революції») у листопаді—грудні 2004 року, що проходили головним чином на Майдані Незалежності у Києві та Майданах інших міст, звідки й назва.

## 2004 рік
Вивчення основних гасел Майдану, виступів лідерів Майдану, а також різних джерел (зокрема опитування на сайті "Майдан та Хартія цінностей Майдану від ГО «Пора») дозволяє віднести до таких ідеалів такі:
- Свободу (в широкому сенсі, в тому числі — свобода самореалізації, свобода вибору, свобода слова. Гасло — «Свободу не спинити»)
- Справедливість (Досягнення справедливості вбачалось через зміну системи влади, контрольованість влади та декриміналізацію гілок влади, а також прихід до влади «чесних», «моральних» людей. Гасла — «Бандитам тюрми», «Ні — брехні»)
- Незалежність та соборність України (Гасло — «Схід і Захід разом». Підкреслювалось також важливість становлення політичної нації).
- Поліпшення соціальних стандартів. (Безпосередньо таке гасло на Майдані не звучало, однак обіцянки «покращення життя» лідерами Помаранчевої революції займали чільне місце в їх промовах).

Такі ідеали були уособлені в лідерах Помаранчевої Революції, передусім — у В. Ющенка (Гасло — «Ющенко — Так!»), в той час, як головною причиною негараздів вважалася «злочинна влада», передусім тодішній Президент Л. Кучма та прем'єр В. Янукович (Гасла — «Кучму — Геть», «Зека на нари — тоді підем на пари» та ін.).

## 2005–2006 роки
Протягом 2005 — початку 2006 років, термін «ідеали Майдану» (а також просто «Майдан» у значенні спільного окреслення подій кінця 2004 року) міцно укорінився в українському політичному дискурсі. Згідно з аналізом, проведеним С. Хоменко[недоступне посилання з червня 2019], вживання терміна «Майдан» проходить три етапи:
З січня 2005, включав у себе:
- Принципово новий стиль ведення політики, прозорість влади
- Зміна облич у владі та пов'язане з нею покарання конкретних представників «злочинної влади», в тому числі фальсифікаторів виборів-2004.
- Підвищення рівня життя людей.
- Європейську інтеграцію України

З червня-липня 2005, після підсумків 100 днів роботи влади:
- збільшення соціальних виплат
- успішні зусилля влади щодо реприватизації «незаконно куплених» за часів минулого режиму підприємств, у першу чергу металургійного комбінату «Криворіжсталь».
- З'являється також ідеологема «партія, народжена на Майдані» стосовно НСНУ

У цей період дещо змінюється картина уособлення «ідеалів Майдану» (див. наприклад )
Кінець 2005 — 2006 рік
переважає в контексті «Зради ідеалів Майдану», переважно так
- Порушення єдності «Помаранчевої команди»
- «Не зрадь Майдан» — агітаційне гасло Блоку «Наша Україна».
- Стосунки з Партією Регіонів та іншими силами, що підтримували В. Януковича, в тому числі підписання «Меморандуму», та подання В.Ющенком кандидатури В. Януковича на посаду Прем'єр-Міністра

У суспільній думці попередні «уособлення» часто стають «зрадниками» Майдану (див. наприклад )

## «Розчарування» в ідеалах Майдану
Наприкінці 2005–2006 році термін «Ідеали Майдану» широко вживається у контексті розчарування, зневіри тощо. Таке вживання ідеологеми пов'язане з тим, що значна частина обіцянок лідерів «Помаранчевої революції», зокрема стосовно боротьби з криміналітетом та підвищення соціальних стандартів залишились не здійсненими.
У той же час, оскільки «ідеали Майдану» — тобто прагнення суспільства свободи, справедливості і т. д. більшою частиною не були реалізовані, термін «Розчарування в ідеалах Майдану» виглядає беззмістовним. Натомість мова, фактично, йде про розчарування в тих чи інших політичних силах та лідерах, що виявились неспроможними реалізувати дані обіцянки, або у зневірі у можливості досягнення ідеалів. На противагу настроям розчарування та зневіри в «ідеалах Майдану» ряд політичних сил та громадських організацій наголошують на необхідності подальшої боротьби за «гідне майбутнє».